# Comuna Velîka Horbașa, Novohrad-Volînskîi
Velîka Horbașa (în ucraineană Великогорбашівська сільська рада) este o comună în raionul Novohrad-Volînskîi, regiunea Jîtomîr, Ucraina, formată din satele Mala Horbașa și Velîka Horbașa (reședința).

## Demografie
Componența lingvistică a comunei Velîka Horbașa
     Ucraineană (99,62%)
     Alte limbi (0,38%)
Conform recensământului din 2001, majoritatea populației comunei Velîka Horbașa era vorbitoare de ucraineană (99,62%), existând în minoritate și vorbitori de alte limbi.